# 恰库利亚
恰库利亚（Chakulia），是印度贾坎德邦Purbi Singhbhum县的一个城镇。总人口14330（2001年）。

## 人口
该地2001年总人口14330人，其中男性7418人，女性6912人；0—6岁人口1820人，其中男930人，女890人；识字率63.91%，其中男性为72.73%，女性为54.44%。